# 第4期棋聖戦 (囲碁)
第4期棋聖戦(だい4き きせいせん)
囲碁の第4期棋聖戦は、1979年（昭和54年）に開始され、1980年1月から第3期棋聖で3連覇中の藤沢秀行と、挑戦者林海峰九段による挑戦手合七番勝負が行われ、藤沢が4勝1敗で棋聖位を防衛し4連覇を果たした。

## 方式
- 参加棋士は、日本棋院・関西棋院の棋士。
- 仕組み
  - 各段優勝戦:初段から九段までの各段で、それぞれトーナメントで優勝を争う。
  - 全段争覇戦:初段から六段までの各段優勝者と七段戦・八段戦上位2名、九段戦ベスト4で、パラマス式トーナメントを行う。
  - 最高棋士決定戦:名人、本因坊、十段、天元のタイトル保持者と、全段争覇戦の上位者、及び棋聖審議会推薦棋士の計9名によるトーナメントで、前期棋聖への挑戦者を決める。
- コミは5目半。
- 持時間は各6時間、挑戦手合七番勝負は各9時間。
- 優勝賞金

## 結果

### 各段優勝戦・全段争覇戦
各段戦の初段戦ではアメリカ出身棋士J.カーウィンが優勝。全段争覇戦では、五段戦優勝の小林覚がパラマス戦3人抜きするが石井邦生に敗れて最高棋士決定戦進出はならなかった。全段争覇戦決勝は、九段戦3位の橋本昌二が九段戦優勝の林海峰を破って優勝した。
| 初段戦優勝 J.カーウィン | 小松                  | 神田                  | 石橋                  | 小林                  | 小林                  | 小林                  | 石井 | 橋本 | 橋本 |
| 二段戦優勝 小松藤夫     | 小松                  | 神田                  | 石橋                  | 小林                  | 小林                  | 小林                  | 石井 | 橋本 | 橋本 |
| 三段戦優勝 神田英       |                       | 神田                  | 石橋                  | 小林                  | 小林                  | 小林                  | 石井 | 橋本 | 橋本 |
| 四段戦優勝 石橋千濤     |                       |                       | 石橋                  | 小林                  | 小林                  | 小林                  | 石井 | 橋本 | 橋本 |
| 五段戦優勝 小林覚       |                       |                       |                       | 小林                  | 小林                  | 小林                  | 石井 | 橋本 | 橋本 |
| 六段戦優勝 金島忠       |                       |                       |                       |                       | 小林                  | 小林                  | 石井 | 橋本 | 橋本 |
| 七段戦準優勝 淡路修三   |                       |                       |                       |                       |                       | 小林                  | 石井 | 橋本 | 橋本 |
| 九段戦準優勝 石井邦生   |                       |                       |                       |                       |                       |                       | 石井 | 橋本 | 橋本 |
| 八段戦優勝 酒井猛       | 八段戦優勝 酒井猛     | 八段戦優勝 酒井猛     | 八段戦優勝 酒井猛     | 八段戦優勝 酒井猛     | 八段戦優勝 酒井猛     | 八段戦優勝 酒井猛     | 橋本 | 橋本 | 橋本 |
| 九段戦3位 橋本昌二      |                       |                       |                       |                       |                       |                       | 橋本 | 橋本 | 橋本 |
| 七段戦優勝 佐藤昌晴     | 七段戦優勝 佐藤昌晴   | 七段戦優勝 佐藤昌晴   | 七段戦優勝 佐藤昌晴   | 七段戦優勝 佐藤昌晴   | 七段戦優勝 佐藤昌晴   | 七段戦優勝 佐藤昌晴   | 佐藤 | 林   | 橋本 |
| 九段戦3位 山部俊郎      |                       |                       |                       |                       |                       |                       | 佐藤 | 林   | 橋本 |
| 八段戦準優勝 小林光一   | 八段戦準優勝 小林光一 | 八段戦準優勝 小林光一 | 八段戦準優勝 小林光一 | 八段戦準優勝 小林光一 | 八段戦準優勝 小林光一 | 八段戦準優勝 小林光一 | 林   | 林   | 橋本 |
| 九段戦優勝 林海峰       |                       |                       |                       |                       |                       |                       | 林   | 林   | 橋本 |

### 最高棋士決定戦
大竹英雄名人、加藤釼正本因坊、石田芳夫王座と、坂田栄男、全段争覇戦ベスト4の林海峰、橋本昌二、石井邦生、佐藤昌晴の、計8名が出場。決勝三番勝負は林と橋本で行われ、林が2-1で制し、挑戦者となった。
|  | 1回戦    | 1回戦    |          |   | 準決勝 | 準決勝 |  |  | 決勝 | 決勝 |
|  |          |          |          |   |        |        |  |  |      |      |
|  | -        |          |          |   |        |        |  |  |      |      |
|  |          |          |          |   |        |        |  |  |      |      |
|  | 林海峰   | ○        |          |   |        |        |  |  |      |      |
|  | 林海峰   | ○        | -        |   |        |        |  |  |      |      |
|  | 加藤釼正 | ×        |          |   |        |        |  |  |      |      |
|  | 加藤釼正 | ×        | 林海峰   | ○ |        |        |  |  |      |      |
|  | -        |          | 林海峰   | ○ |        |        |  |  |      |      |
|  |          | 大竹英雄 | ×        |   |        |        |  |  |      |      |
|  | 大竹英雄 | 大竹英雄 | ×        | ○ |        |        |  |  |      |      |
|  | 大竹英雄 |          | -        | ○ |        |        |  |  |      |      |
|  | 佐藤昌晴 | ×        |          |   |        |        |  |  |      |      |
|  | 佐藤昌晴 | ×        | 林海峰   | 2 |        |        |  |  |      |      |
|  | -        |          | 林海峰   | 2 |        |        |  |  |      |      |
|  |          | 橋本昌二 | 1        |   |        |        |  |  |      |      |
|  | 橋本昌二 | 橋本昌二 | 1        | ○ |        |        |  |  |      |      |
|  | 橋本昌二 | -        |          | ○ |        |        |  |  |      |      |
|  | 坂田栄男 | ×        |          |   |        |        |  |  |      |      |
|  | 坂田栄男 | ×        | 橋本昌二 | ○ |        |        |  |  |      |      |
|  | -        |          | 橋本昌二 | ○ |        |        |  |  |      |      |
|  |          | 石井邦生 | ×        |   |        |        |  |  |      |      |
|  | 石井邦生 | 石井邦生 | ×        | ○ |        |        |  |  |      |      |
|  | 石井邦生 |          |          | ○ |        |        |  |  |      |      |
|  | 石田芳夫 | ×        |          |   |        |        |  |  |      |      |
|  | 石田芳夫 | ×        |          |   |        |        |  |  |      |      |

### 挑戦手合七番勝負
藤沢秀行に林海峰が挑戦する七番勝負は、1980年1月に開始された。50代で棋聖位を3連覇していた藤沢はこの頃には「怪物」と呼ばれていた。第1局は1月16-17日に札幌グランドホテルで行われた。握って藤沢の先番となり、序盤三間高バサミからの大斜定石で黒の軽妙な好手が出て優勢となるが、終盤にポカが出て逆転となるが、白にも見損じが出て、黒中押勝ち。
京都での第2局は先番林が序盤から優勢に進めたが、白が終盤に微差で逆転して半目勝ち。この第2局1日目の朝に藤沢は腰痛に襲われ、医者に応急手当てを受けて、痛みをこらえながらの対局となり、「藤沢のギックリ腰が林の二枚腰を破った」とも言われた。城山観光ホテルでの第3局は、先番藤沢が序盤から優勢に進めたが、中盤で敗着が出て、白中押勝ちし林が1勝を返した。
金沢ニューグランドホテルでの第4局は、先番林が好調に打ち進めていたが、左上隅に打ち込んだ石のシノギで間違え、大石が頓死し、先番藤沢が中押勝ちして3勝1敗とした。桜明荘での第5局は、先番藤沢が序盤から主導権を握り、中盤の中央での競り合いでの強手で左辺の白地を破って優勢となり、黒4目半勝ちし、棋聖位4連覇を果たした。藤沢は局後「『タイトルを三つも四つも持っている碁打ちと違って、お前は棋聖をすべり落ちたらただの九段、のたれ死にするほかないんだぞ』と（自分に）言い聞かせて戦ってきたんだよ」と感想を述べた。

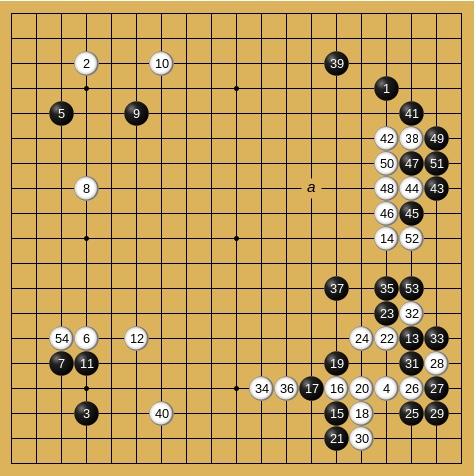
第5局　1-54手

挑戦手合七番勝負
 （△は先番）
第4期棋聖戦挑戦手合七番勝負第5局 1980年2月27-28日 藤沢秀行棋聖(先番)-林海峰九段
藤沢3勝1敗で迎えた第5局、白2、黒3の喧嘩小目から黒5のカカリに、白の林は白6の二間高ガカリと意欲的な手法で応えた。当時は珍しい手だったが、その後この形ではよく使われるようになる。右辺黒41、43が鋭いエグリで、局後藤沢は「私でなければ打てないと思うよ」と語った会心の運び。この形もその後には定型として打たれるようになっている。黒はここで地を稼ぎ、左辺の白地には上から利かした後に、黒aから白への攻めと中央の模様化を進めて優位に立った。

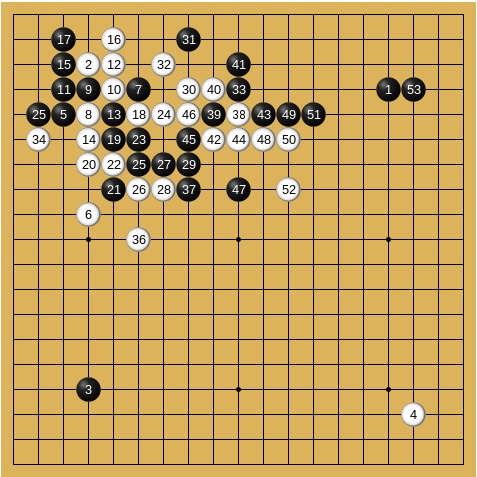
第1局　1-53手

第4期棋聖戦挑戦手合七番勝負第1局 1980年1月16-17日 藤沢秀行棋聖(先番)-林海峰九段
左上の三間高バサミからの大斜は、当時はまだ決定版が無い形で、特に白16の下がり、18の切りから23とノゾく形が打たれ始めていた手だった。そこで黒31が軽妙な手で、黒53と上辺を大きな地にしては優位に立った。白38では40の上にコスむ手の方が良かった。さらに下辺の戦いで、黒の模様を荒らした白石を半分もぎ取って黒は勝勢となったが、黒147がポカで、取られていたはずの白石が復活する形になったが、白156のミスで取られとなり勝敗が決し、藤沢が先勝した。
橋本昌二奮戦 第4期棋聖戦最高騎士決定戦決勝三番勝負第2局 1979年12月6日 林海峰九段-橋本昌二九段(先番)

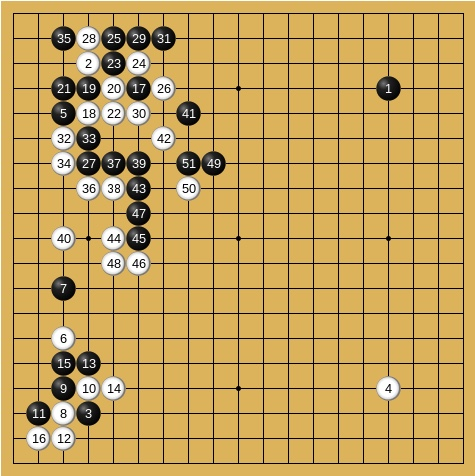
挑戦者決定戦第2局　1-51手

関西棋院の橋本昌二は、第1期の橋本宇太郎以来の関西棋院棋士の七番勝負出場を目指して、九段戦3位から全段争覇戦で優勝、続いて最高騎士決定戦でも、坂田栄男、石井邦生を破って挑戦者決定三番勝負に進出した。第1局は林海峰が先番6目半勝ち。第2局（図）では、左下黒15まで貯えた勢力をバックに黒17の大斜にかけ、白は22の上ツギから中央重視の形を選ぶ。その後白32のハネ出しから左辺を構え、黒は42から49、51と白数子を捕獲する分かれとなった。左下の黒石も中央に頭を出すことに成功し、上辺に侵入してきた白を攻めあげながら、左上、右辺の黒地をまとめて、219手まで黒中押勝ちし、1勝1敗のタイに持ち込んだ。第3局は序盤に模様の接点を譲った白番橋本が非勢となり、その後も黒が優位を広げて先番林が中押勝ち。橋本の挑戦はならなかった。

## 注
1. ↑  『棋道4月臨時増刊号 囲碁年鑑』1980年
2. ↑  『勝負と芸 わが囲碁の道』